# Cañón de Almadenes
El cañón de los Almadenes es un paraje situado en el curso alto del río Segura en la Región de Murcia (España). Está declarado Espacio Natural Protegido.

## Descripción
Con dos kilómetros en el río Quípar y nueve en el Segura, se extiende por 116 hectáreas pertenecientes a los municipios de Calasparra y Cieza. En algunos puntos presenta paredes verticales de más de cien metros de altura, producidas al atravesar los ríos Segura y Quípar las sierras del Molino y Palera a través de fracturas y fallas y por la disolución de rocas carbonatadas.
Existe una presa llamada de la Mulata que es el único embalse a lo largo del cañón y origina una importante disminución en el caudal del río, su curso continuo de agua se reduce a un grupo de charcas. El grueso del caudal se desvía a la Central Hidroeléctrica de Almadenes, situada aguas abajo. Sin embargo, a la salida del cañón se incorporan de nuevo las aguas al río Segura.
En sus proximidades se puede encontrar el paisaje kárstico de Los Losares, lo que origina surgencias de agua, cuevas, simas y otros fenómenos kársticos.

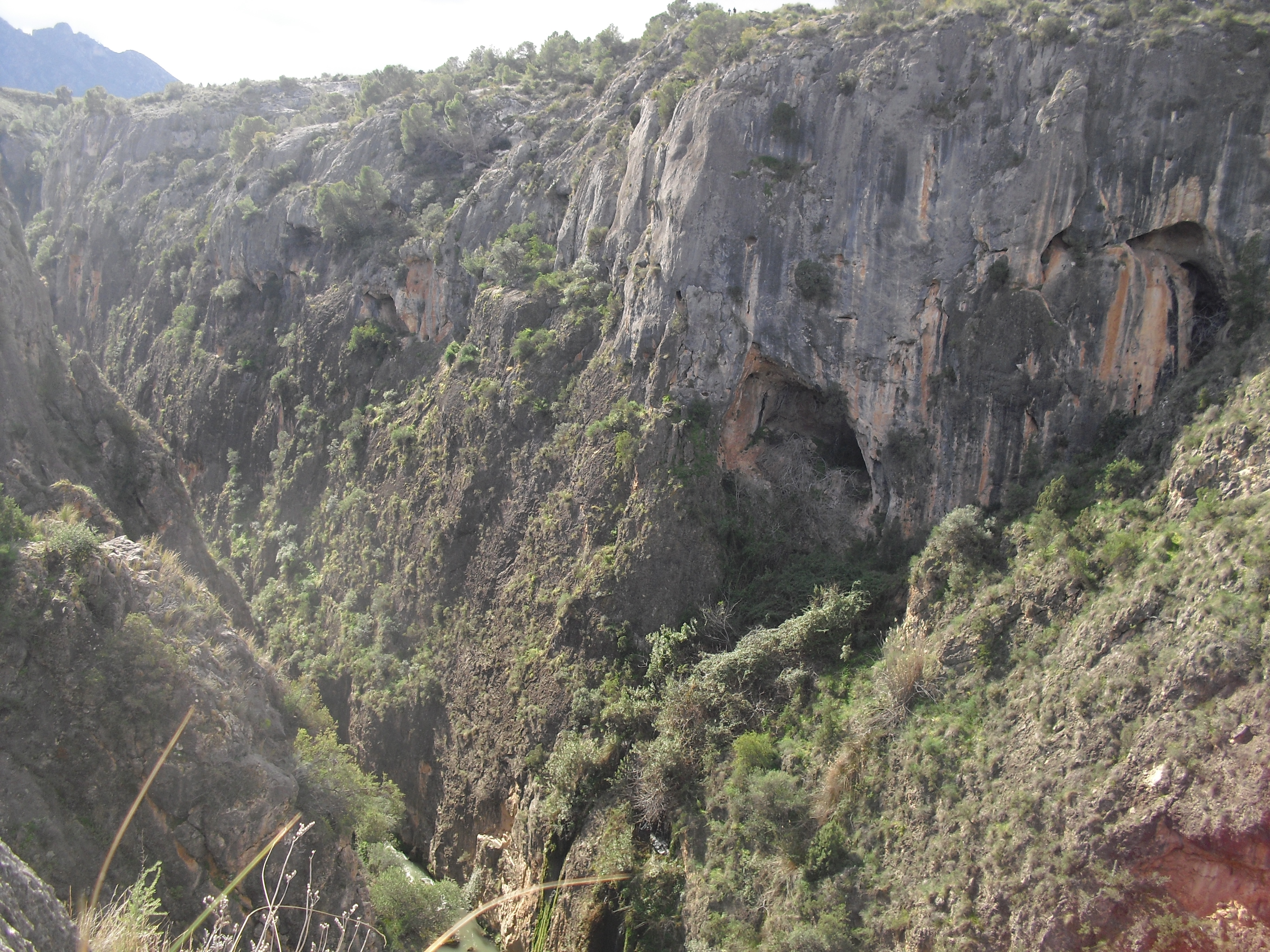
Cañón de Almadenes

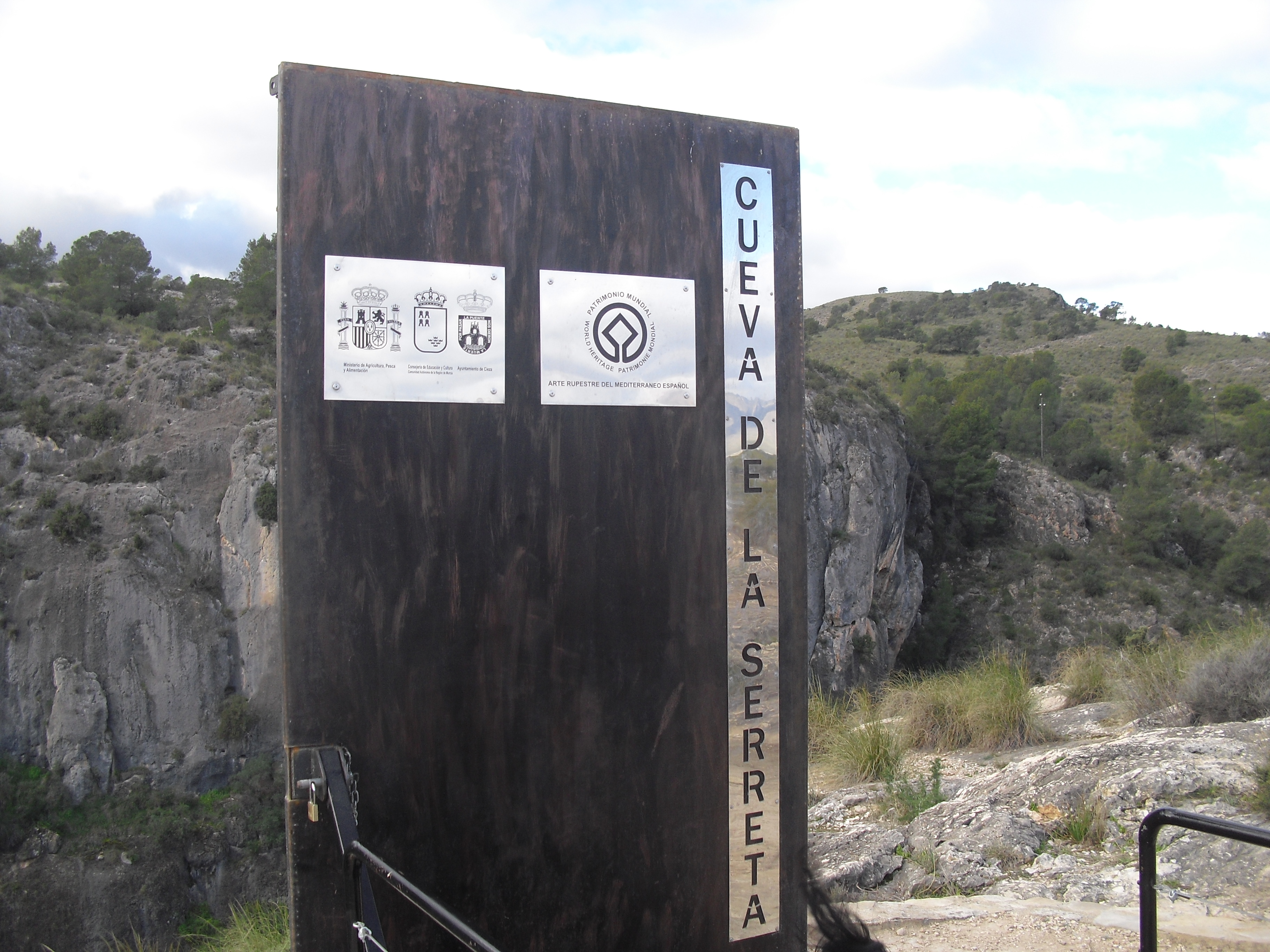
Cueva de La Serreta

## Valores de flora y fauna
En sus márgenes se puede encontrar taray, baladres y álamos; la fauna es variada, encontrándose a la nutria, el galápago leproso, el sapo común, el sapo corredor, la rana verde, el gallipato,la garza real y varias especies de murciélagos.
Cabe destacar que el cañón de Almadenes cuenta con la presencia de la cada vez más escasa águila perdicera, la cual en la Región de Murcia está catalogada como en peligro de extinción.

## La vida humana en el cañón
En la zona protegida se pueden encontrar dos yacimientos arqueológicos que demuestran la existencia de pobladores en la prehistoria, concretamente en abrigos rocosos. La Cueva de los Monigotes o Abrigo del Pozo se encuentra en la margen derecha del río y en sus paredes se observan pinturas rupestres datadas en el Eneolítico. La cueva-sima de La Serreta también conserva pinturas rupestres y restos de la Edad de Bronce e Ibero-romanos. Las dos fueron declaradas Patrimonio de la Humanidad por la UNESCO en 1999.

## Acceso
Desde Cieza por la carretera RM-532 hasta la central hidroeléctrica de Almadenes. Desde donde se puede iniciar una ruta caminando a través del desfiladero.